# Dinora Mirzoyeva
Dinora Abduxoliqovna Mirzoyeva (ur. 24 września 1982) – uzbecka zapaśniczka walcząca w stylu wolnym. Czterokrotna uczestniczka mistrzostw świata, zajęła ósme miejsce w 2005 i 2006. Dziesiąte miejsce na igrzyskach azjatyckich w 2006. Srebrny medal w mistrzostwach Azji w 2005 roku.